# Докша
До́кша (рос. Докша) — присілок в Зав'яловському районі Удмуртії, Росія.
Знаходиться на правому березі річки Кама, у місці, де до неї впадає права притока Докшанка.

## Населення
Населення — 330 осіб (2010; 372 в 2002).
Національний склад станом на 2002 рік:
- росіяни — 82 %

## Історія
Перша згадка про Докшу зустрічається в описах 1621 року — «Деревня Докши Старая на реке Каме…». Згідно з оглядовою книгою того ж року в селі було 11 дворів. За переписом 1710 року в селі вже було 12 дворів. До революції Докша була центром Докшинської волості Сарапульського повіту В'ятської губернії. За даними 10-ї ревізії в 1859 році в 103 дворах проживало 797 осіб, працювало 3 млини.
В матеріалах із статистики В'ятської губернії від 1892 року є згадка про засновників присілка — «Время переселения в эту местность жители не помнят, но первыми переселенцами были крестьяне деревни Вольховки Сайгадской волости Осинского уезда Пермской губернии» Ймовірно що мова йде про присілок Ольховка, яке розташоване неподалік міста Чайковського. В 1904 році в селі була відкрита парафія Пророко-Іллінської церкви, яку закрили в 1931 році, а будівля передана під клуб.
В 1923 році присілок увійшло в склад Сарапульського району Сарапульського округу Уральської області, було центром Докшинської сільської ради. На 1928 рік в селі було 197 дворів і воно мало населення 863 особи. В 1935 році Докша увійшла в склад Іжевського району Удмуртської АРСР, а в 1937 році була передана у Зав'яловський район. Указом президії РРФСР від 16 червня 1954 року Докшинська сільська рада увійшла в склад Гольянської сільради.

## Економіка
Головним підприємством присілка є агрокомбінат «Докшинський», перетворений з однойменного радгоспу.
Із закладів соціальної сфери діє школа.

## Урбаноніми[7]
- вулиці — Бузкова, Дачна, Зарічна, Молодіжна, Набережна, Підгірна, Розсвітна, Центральна, Ялицева